# Virginia Slims of Washington 1973
Virginia Slims of Washington 1973  — жіночий тенісний турнір, що проходив на закритих кортах з килимовим покриттям Linden Hill Racquet Club у Бетесді (США) в рамках Світової чемпіонської серії Вірджинії Слімс 1973. Турнір відбувся вдруге і тривав з 29 січня до 4 лютого 1973 року. Перша сіяна Маргарет Корт здобула титул в одиночному розряді й отримала за це 10 тис. доларів США. 

## Фінальна частина

### Одиночний розряд
Маргарет Корт —  Керрі Мелвілл 6–1, 6–2

### Парний розряд
Розмарі Казалс /  Джулі Гелдман —  Керрі Гарріс /  Керрі Мелвілл 6–3, 6–3

## Розподіл призових грошей
| Дисципліна       | П      | F      | 3-тє   | 4-те   | ЧФ     | 1/8  | 1/16 |
| Одиночний розряд | $6,000 | $3,000 | $1,950 | $1,650 | $1,000 | $550 | $175 |